# In Love (Stephen Schlaks)
In Love è l'ultimo album registrato in studio da Stephen Schlaks. Orchestra diretta e arrangiamenti realizzati da Vince Tempera.

## Tracce
1. Extreme Possibilities – 2:51
2. Hidden People – 4:12
3. The Green Book – 3:17
4. In Love – 3:28
5. One True Love – 3:47
6. Serious In December – 3:35
7. For All I Know – 3:55
8. Just Like Jane – 4:42
9. All This And More – 4:33
10. Lost In The Wind – 4:16
11. Fantasy Girl – 4:47